# Benazir Bhutto
Benazir Bhutto (tiếng Urdu: بینظیر بھٹو; IPA: bɛnɜziɽ botɔ; 21 tháng 6 năm 1953 tại Karachi - 27 tháng 12 năm 2007 tại Rawalpindi) là một nữ chính trị gia Pakistan, cũng là người phụ nữ đầu tiên lãnh đạo một đất nước Hồi giáo sau thời kỳ thuộc địa. Bhutto đã hai lần đắc cử Thủ tướng Pakistan, tuyên thệ nhậm chức lần đầu năm 1988, nhưng bị bãi nhiệm 20 tháng sau đó theo một sắc lệnh gây nhiều ý kiến trái chiều của Tổng thống Ghulam Ishaq Khan, do những cáo buộc về tham nhũng. Benazir đắc cử lần nữa trong năm 1993, nhưng lại bị tổng thống bãi nhiệm năm 1996 cũng với những lý do tương tự.
Từ năm 1999, Bhutto sống lưu vong ở Dubai cho đến khi trở về Pakistan vào ngày 18 tháng 10 năm 2007, sau khi đạt được một thỏa thuận với Tổng thống Pervez Musharraf, theo đó một lệnh ân xá được dành cho bà, cùng lúc với quyết định rút lại mọi cáo buộc về tham nhũng.
Mặc dù không được chọn vào trong danh sách "100 phụ nữ nhiều quyền lực nhất thế giới" của tạp chí Forbes, trong trang dành cho các nữ chính khách, một bài viết của tờ báo đưa ra nhận xét "Từ một nơi nào đó ở tiểu lục địa Ấn Độ, có thể một người phụ nữ sẽ sớm trở về với quyền lực. Đó là cựu Thủ tướng Benazir Bhutto của Pakistan".
Bà Benazir Bhutto bị ám sát ngày 27 tháng 12 năm 2007 trong một vụ đánh bom tự sát trong cuộc tuần hành của Đảng Nhân dân Pakistan tại thị trấn Rawalpindi.

## Tiểu sử
Benazir Bhutto là con gái đầu của cố Thủ tướng thứ 10 Zulfikar Ali Bhutto, người Pakistan gốc Sindhi và Begum Nusrat Bhutto, người Pakistan gốc Kurd. Benazir theo học tại Đại học Oxford chuyên ngành triết lý, chính trị và kinh tế, bà cũng có một văn bằng của Đại học Harvard. Ông nội của bà là Sir Shah Nawaz Bhutto. Chồng của bà là Asif Ali Zardari, cựu Bộ trưởng Bộ Môi trường Pakistan, và hiện nay là Tổng thống thứ 11 của Pakistan.

## Học vấn
Bhutto học tại trường Lady Jenning Nursery ở Karachi, rồi đến nữ tu viện Jesus và Mary tại Karachi. Hai năm sau, bà nhập học tại nữ tu viện Rawalpindi Presentation, rồi nữ tu viện Jesus và Mary tại Murree. Năm 15 tuổi, Bhutto đậu kỳ thi tốt nghiệp hạng trung bình.
Từ năm 1969 đến 1973, Bhutto theo học tại Đại học Radcliffe, tiểu bang Massachusetts, Hoa Kỳ rồi tiếp tục đến Đại học Harvard để tốt nghiệp với văn bằng cử nhân môn chính quyền so sánh.
Từ năm 1973 đến 1977, Bhutto đến Viện Lady Margaret thuộc Đại học Oxford, Anh Quốc để học triết, chính trị học, và kinh tế. Tháng 12 năm 1976 bà được bầu làm chủ tịch Oxford Union (một hội đoàn chuyên tổ chức các cuộc hội thảo đào tạo các chính trị gia tương lai), bà là phụ nữ châu Á đầu tiên lãnh đạo tổ chức danh giá này.
Ngoài ra, Bhutto còn hoàn tất khóa học Công pháp Quốc tế và Ngoại giao tại Oxford.
Ngày 18 tháng 12 năm 1987, Benazir kết hôn với Asif Ali Zardari, hôn lễ tổ chức tại Karachi. Hai người có ba con: Bilawal, Bakhtawar và Aseefa.

## Vươn đến Quyền lực

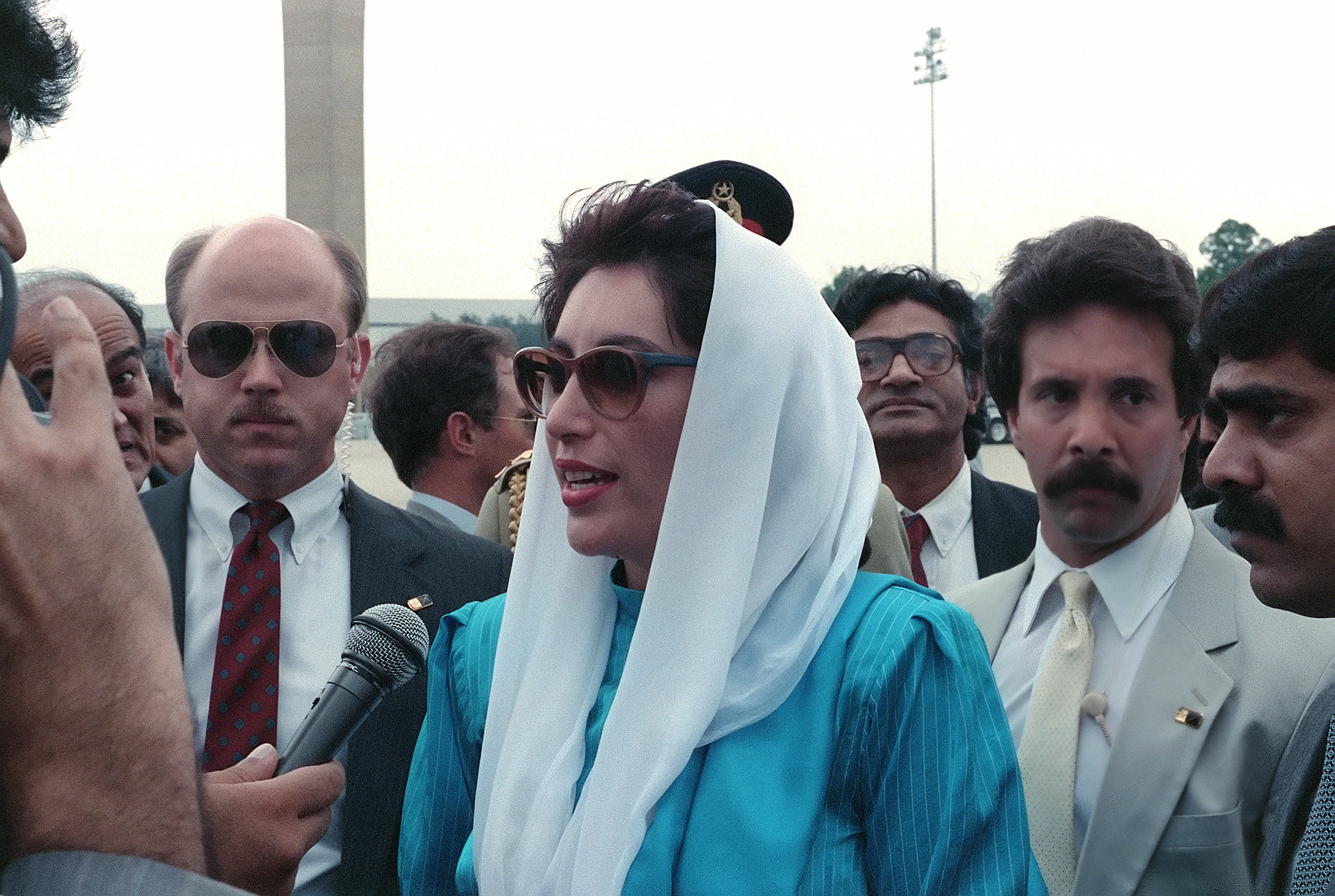
Benazir trong chuyến thăm Washington D.C. năm 1988

Sau khi tốt nghiệp đại học, Benazir  trở về Pakistan giữa lúc cha của bà bị tống giam rồi bị xử tử, còn bà liền bị quản thúc tại gia. Đến năm 1984, bà được phép quay lại Anh, và trở thành thủ lĩnh đối lập lưu vong của Đảng Nhân dân Pakistan (PPP) của cha, nhưng không có ảnh hưởng đáng kể nào trong nước cho đến khi Tướng Muhammad Zia-ul-Haq từ trần. Benazir Bhutto kế nhiệm mẹ là Nursat Ispahani lãnh đạo PPP và khối dân chủ đối lập với chính quyền Tổng thống Zia ul-Haq.
Ngày 16 tháng 11 năm 1988, trong cuộc bầu cử đầu tiên trong một thập niên, đảng PPP của Benazir trở thành chính đảng giành nhiều ghế nhất tại Quốc hội. Ngày 2 tháng 12, Bhutto tuyên thệ nhậm chức Thủ tướng liên minh cầm quyền ở tuổi 35, trở thành chính khách trẻ tuổi nhất và là người phụ nữ đầu tiên trong lịch sử đương đại lãnh đạo chính phủ tại một nước có đa số dân theo Hồi giáo. Cũng trong năm ấy, tạp chí People chọn Bhutto vào danh sách "Năm mươi người đẹp nhất".
Chính phủ Benazir bị thất sủng theo những cáo buộc tham nhũng mà bà bác bỏ. Benazir chưa bao giờ bị xét xử theo những tội danh này. Nawaz Sharif, người được Zia đỡ đầu, lên nắm quyền. Năm 1993, Bhutto tái đắc cử nhưng lại bị bãi nhiệm trong năm 1996 vì những cáo buộc tương tự. Tổng thống Farooq Leghari sử dụng tu chính án thứ tám để giải tán quốc hội và tổ chức bầu cử. Tối cao Pháp viện phê chuẩn quyết định của Leghari bằng một phán quyết có 6 phiếu thuận và 1 phiếu chống.
Phe chống đối Benazir thường thuộc thành phần thế lực người Punjab và các gia đình chủ đất, khi bà đẩy mạnh các cải cách quốc gia chống tầng lớp phong kiến mà theo cáo buộc của bà, là nguyên nhân gây ra tình trạng bất ổn tại Pakistan.

### Chính sách về quyền phụ nữ
Suốt trong chiến dịch bầu cử, chính phủ Benazir bày tỏ sự quan tâm đối với các vấn đề xã hội và y tế liên quan đến phụ nữ, cũng như thái độ kỳ thị đối với phụ nữ. Benazir công bố kế hoạch thiết lập các đồn cảnh sát và tòa án phụ nữ, cùng các ngân hàng phụ nữ. Đồng thời Benazir không tán thành để trình dự luật nào nhằm cải thiện các dịch vụ phúc lợi cho phụ nữ. Tương tự, bất kể những lời hứa hủy bỏ các đạo luật hạn chế quyền phụ nữ tại Pakistan (như luật Hudood và Zina), trong hai nhiệm kỳ thủ tướng của Benazir , đảng của bà đã không thực hiện những lời hứa đã được đưa ra trong thời gian tranh cử, một phần là do áp lực từ phe đối lập.
Chỉ sau khi thất sủng ngôi vị thủ tướng, đảng của Benazir mới vận động thu hồi luật Zina (quy định những trừng phạt nghiêm khắc đối với người phạm tội ngoại tình), trong lúc chính phủ Tướng Musharaf cầm quyền. Nhưng nỗ lực này bị thất bại bởi các đảng phái tôn giáo cánh hữu đang kiểm soát quốc hội.

### Taliban
Trong thời gian Benazir cầm quyền tại Pakistan, Taliban nổi lên như một thế lực mới tại Afghanistan, và tiến chiếm quyền lực tại Kabul vào tháng 9 năm 1996. Bhutto xem Taliban là một lực lượng có thể ổn định Afghanistan và mở đường thông thương mậu dịch đến các nước Trung Á. Chính quyền Benazir cung cấp những hỗ trợ tài chính và quân sự cho Taliban, ngay cả việc gởi một đơn vị quân sự đến Afghanistan. Nhưng gần đây, bà theo đuổi lập trường chống Taliban, và lên tiếng kết án những hành động khủng bố của Taliban.

### Lưu vong
Sau khi bị tổng thống Pakistan bãi nhiệm dựa trên những cáo buộc tham nhũng, đảng của Benazir cũng thất sủng trong kỳ tuyển cử tháng 10. Benazir trở thành lãnh tụ phe đối lập trong khi Nawaz Sharif đảm nhiệm chức vụ thủ tướng trong ba năm kế tiếp. Đến kỳ bầu cử tổ chức vào tháng 10 năm 1993, liên minh PPP giành thắng lợi, và Benazir trở lại nắm quyền. Đến năm 1996, chính phủ Benazir lại bị giải tán về những cáo buộc tham nhũng. Năm 1998, Benazir đến sống lưu vong ở Dubai.

## Cáo buộc tham nhũng
Chính phủ các nước Pháp, Ba Lan, Tây Ban Nha và Thụy Sĩ đã cung cấp chứng cứ cho chính phủ Pakistan về những cáo buộc được cho là tham nhũng nhắm vào Bhutto và chồng bà, trong đó có cáo buộc rửa tiền qua các ngân hàng Thụy Sĩ. Zardari, được trả tự do năm 2004, nói đến sự tra tấn ông phải chịu trong thời gian bị cầm tù, các tổ chức nhân quyền hậu thuẫn ông, cho rằng những tố giác này là có thật.
Một báo cáo năm 1998 cho thấy các điều tra viên Pakistan phát hiện những tài liệu về một mạng lưới tài khoản ngân hàng, tất cả đều liên quan đến luật sư của gia đình Bhutto tại Thụy Sĩ, với Asif Zardari là cổ đông chính. Những tư liệu do giới hữu trách Pháp cung cấp cho thấy Zardari dành ưu tiên cho Dassault, một nhà sản xuất máy bay của Pháp, trong chương trình thay thế phản lực cơ chiến đấu cho không quân; đổi lại 5% tiền hoa hồng được chuyển cho một công ty Zardari nắm quyền kiểm soát ở Thụy Sĩ. Tài liệu này cũng đề cập đến một công ty Dubai được độc quyền nhập khẩu vàng vào Pakistan, nhờ đó Zardari nhận 10 triệu USD trả vào các tài khoản của ông tại Citibank ở Dubai. Chủ công ty này đã bác bỏ các cáo buộc trên. Bản báo cáo cho biết cha mẹ của Zardari, chỉ có một tài sản khiêm tốn khi con trai của họ kết hôn với Bhutto, nay sở hữu một lãnh địa rộng 355 mẫu Anh ở phía nam Luân Đôn. Lãnh địa này đã bị bán đấu giá theo lệnh của tòa án.
Bhutto vẫn duy trì luận cứ cho rằng mọi cáo buộc chống bà và chồng bà đều xuất phát từ những âm mưu chính trị, Bà nói: "Hầu hết những tài liệu này là giả mạo, cũng như các câu chuyện xung quanh chúng đều hoàn toàn sai lạc". Một tường trình của Tổng Kiểm toán Pakistan ủng hộ quan điểm của Bhutto, đưa ra những thông tin cho rằng việc Benazir Bhutto bị truất bỏ quyền lực trong năm 1990 là kết quả của một chiến dịch bôi nhọ Bhutto có sự hậu thuẫn của tổng thống Ghulam Ishaq Khan, và vạch ra rằng Khan đã trả một khoản tiền bất hợp pháp 28 triệu ruppee cho các cố vấn pháp lý để họ xúc tiến 19 vụ kiện chống Bhutto và chồng bà về tội danh tham nhũng từ năm 1990 đến 1992.
Tuy nhiên, cho đến nay nhiều người vẫn tin rằng Bhutto và chồng có dính líu đến việc nhận những khoản hoa hồng trị giá hàng trăm triệu USD từ những hợp đồng và các vụ đấu thầu của chính phủ. Song, Bhutto và Musharaf vừa đồng ý với nhau về một thỏa thuận chia sẻ quyền lực, theo đó Bhutto được phép tiếp cận tài khoản của bà tại ngân hàng Thụy Sĩ trị giá 1, 5 tỉ USD.

### Thụy Sĩ
Ngày 23 tháng 7 năm 1998, chính phủ Thụy Sĩ giao cho chính phủ Pakistan những văn kiện liên quan đến các cáo buộc tham nhũng chống lại Benazir Bhutto và chồng bà, bao gồm một cáo buộc chính thức của giới chức Thụy Sĩ về tội rửa tiền dành cho Zardari. Chính phủ Pakistan tiến hành một cuộc điều tra rộng rãi trong năm 1997 nhằm kiểm tra số tiền hơn 13,7 triệu USD đã bị đóng băng theo lệnh của giới hữu trách Thụy Sĩ, người ta cho rằng Bhutto và chồng đã kín đáo ký thác số tiền này vào các nhà băng.
Ngày 6 tháng 8 năm 2003, tại tòa án Thụy Sĩ, Benazir và chồng bị buộc tội rửa tiền và bị kết án sáu tháng tù treo, nộp phạt 50.000 USD và phải hoàn trả cho chính phủ Pakistan 11 triệu USD. Benazir và Zardari đã ký thác vào tài khoản ở Thụy Sĩ 10 triệu USD, tiền "lại quả" từ một công ty Thụy Sĩ sau khi công ty này giành được một hợp đồng tại Pakistan. Hai người cho biết họ sẽ kháng án. Theo các điều tra viên Pakistan, năm 1995 Zardari mở một tài khoản tại Citibank ở Genève, qua tài khoản này Zardari đã chuyển khoản 40 triệu trong số tiền 100 triệu USD tiền hoa hồng từ các công ty nước ngoài đang làm ăn tại Pakistan.

### Ba Lan
Chính phủ Ba Lan công bố một tài liệu dày 500 trang liên quan đến những cáo buộc tham nhũng chống Benazir Bhutto và chồng bà, trong đó có một hợp đồng ký năm 1997 mua 8.000 chiếc máy kéo. Theo các viên chức Pakistan, trong tài liệu này còn có những chi tiết liên quan đến những khoản hoa hồng bất hợp pháp mà công ty máy kéo đã chi trả để có được hợp đồng, số tiền lên đến 2 triệu USD.

### Pháp
Trong những tài liệu được công bố, vụ làm ăn đắt giá nhất là thương vụ có dính líu đến tập đoàn hàng không Dassaut Aviation. Giới hữu trách nước Pháp cho biết, năm 1998 chồng của Bhutto, Zardari, đề nghị dành độc quyền cho Dasault trong đề án thay thế chiến đấu cơ phản lực cho không quân Pakistan, để nhận 5% tiền hoa hồng; số tiền này được chuyển cho một công ty của Zardari ở Thụy Sĩ.
Vào lúc ấy, luật chống tham nhũng của Pháp cấm hối lộ các viên chức Pháp, nhưng lại cho phép "lại quả" cho các viên chức nước ngoài. Tuy vậy, đến năm 2000 Pháp đã thay đổi bộ luật này.

### Trung Đông
Trong số các khoản tiền lớn nhất được trả một lần mà các điều tra viên phát hiện, có vụ một nhà buôn vàng thỏi ở Trung Đông đã ký thác ít nhất 10 triệu USD vào các tài khoản của Zardari, sau khi chính quyền dành cho nhà buôn này độc quyền nhập khẩu vàng nhằm duy trì ngành công nghiệp kim hoàn của Pakistan. Người ta tin rằng số tiền trên được chuyển vào tài khoản của Zardari tại Citibank ở Dubai.
Bờ biển Ả Rập của Pakistan, trải dài từ Karachi đến biên giới Iran, từ lâu là lãnh địa của giới buôn lậu vàng. Mãi cho đến đầu nhiệm kỳ thứ hai của chính phủ Bhutto, các thương vụ lên đến hàng trăm triệu USD hằng năm vẫn diễn ra rầm rộ ở đây với vàng miếng gọi là biscuit, sau này là vàng thỏi, được vận chuyển bằng máy bay và thuyền qua lại trên Vịnh Ba Tư mà không gặp trở ngại nào ở bờ biển Pakistan.
Sau khi Bhutto trở lại cầm quyền năm 1993, một nhà buôn vàng thỏi người Pakistan ở Dubai, Abdul Razzak Yaqub, đưa ra một đề xuất: để được độc quyền nhập khẩu vàng, Razzak sẽ giúp chính phủ đưa việc mua bán vàng vào qui củ. Tháng 11 năm 1994, Bộ Thương mại Pakistan cho Razzak biết ông đã được cấp giấy phép, ít nhất trong hai năm, để trở thành nhà nhập khẩu vàng độc quyền cho Pakistan. Trong một cuộc phỏng vấn tại văn phòng của mình ở Dubai, Razzak thừa nhận đã sử dụng giấy phép này để nhập khẩu lượng vàng trị giá hơn 500 triệu USD vào Pakistan, và thêm rằng ông đã đến Islamabad vài lần để gặp Bhutto và Zardari, nhưng bác bỏ bất cứ vụ hối lộ hoặc thỏa thuận ngầm nào. Razzak nói "Tôi không trả một xu nào cho Zardari".

## Lưu vong

### Tuyển cử năm 2002
Trong kỳ tổng tuyển cử vào tháng 10 năm 2002, Đảng Nhân dân Pakistan (PPP) do Bhutto lãnh đạo giành được số phiếu cao nhất (28, 42%) và chiếm 80 ghế (23,16%) trong quốc hội. Liên minh Hồi giáo Pakistan của Nawaz chỉ được 18 ghế. Một số nghị sĩ thuộc PPP tách ra lập đảng PPP-Patriot và gia nhập chính phủ liên hiệp của Musharaf.

### Thập niên 2000
Năm 2002, Tổng thống Pakistan Pervez Musharraf tu chính hiến pháp giới hạn chức vụ thủ tướng trong hai nhiệm kỳ. Điều khoản này ngăn chặn khả năng Bhutto trở lại cầm quyền. Nhiều người xem đây là động thái trực tiếp nhắm vào hai cựu thủ tướng Benazir Bhutto và Nawaz Sharif.
Từ tháng 9 năm 2004, Bhutto đến sống tại Dubai, Các Tiểu Vương quốc Ả rập. Ở đây bà lo chăm sóc các con và mẹ đang mắc bệnh Alzheimer; bà cũng đi diễn thuyết và vẫn giữ liên lạc với những người ủng hộ bà thuộc đảng PPP. Bhutto có ba con và đã đoàn tụ với chồng vào tháng 12 năm 2004 khi chồng bà được trả tự do sau 5 năm bị cầm tù.
Ngày 27 tháng 1 năm 2007, bà được mời đến nói chuyện trước một cử tọa đoàn gồm có Tổng thống Bush, các nghị sĩ quốc hội và các viên chức bộ ngoại giao.
Tháng 3 năm 2007, Bhutto xuất hiện trong chương trình Question Time của đài truyền hình BBC tại Anh. Bà cũng có mặt trong chương trình Newsnight của BBC. Tháng 5 năm 2007, Bhutto phản bác nhận xét của Muhamad Ijaz-ul-Haq về việc phong tước hiệp sĩ cho Salman Rushdie, cho rằng ul-Haq đang kêu gọi ám sát các công dân nước ngoài.
Bhutto tuyên bố ý định trở về Pakistan trong năm 2007, bất kể thông báo của Musharraf đưa ra trong tháng 5 năm 2007 không cho phép bà trở về trước kỳ tổng tuyển cử sẽ tổ chức vào cuối năm 2007, hoặc đầu năm 2008. Có những lời đồn đoán bà sẽ trở lại nắm quyền thủ tướng.
Đến giữa năm 2007, có những dấu hiệu cho thấy Hoa Kỳ đang thúc đẩy một thỏa hiệp, theo đó Musharraf sẽ duy trì chức vụ tổng thống sau khi rút khỏi vị trí tổng tư lệnh quân lực, và Bhutto, hoặc một nhân vật được bà ủng hộ, sẽ đảm trách chức vụ thủ tướng.
Ngày 5 tháng 10 năm 2007, Musharraf ký Sắc lệnh Hòa giải Quốc gia ân xá Bhutto và các nhà lãnh đạo chính trị khác – ngoại trừ cựu thủ tướng Nawaz Sharif đang sống lưu vong – khỏi mọi cáo buộc chống lại họ, kể cả tội danh tham nhũng. Sắc lệnh được ban hành một ngày trước khi có cuộc bầu cử chức vụ tổng thống. Đáp lại, Bhutto và đảng PPP của bà đồng ý không tẩy chay cuộc bầu cử tổng thống.
Ngày 6 tháng 10 năm 2007, Pervez Musharraf thắng cuộc bầu cử tổng thống tại quốc hội. Tuy nhiên, Tòa án Tối cao ra phán quyết sẽ không có tuyên bố kết quả chính thức cho đến khi tòa ra quyết định về việc Musharraf ra tranh cử tổng thống khi đang là tướng lĩnh quân đội có hợp pháp hay không. Đảng PPP của Bhutto đã không gia nhập các đảng đối lập tẩy chay cuộc bầu cử.

## Hồi hương về Pakistan
Sau tám năm sống lưu vong ở Dubai và Luân Đôn, ngày 18 tháng 10 năm 2007, Bhutto trở về Karachi để chuẩn bị cho kỳ tổng tuyển cử năm 2008.
Ngày 18 tháng 10 năm 2007, trên đường đến một buổi tụ họp tại Karachi, hai quả bom đã phát nổ sau khi  bà Bhutto rời Phi trường Quốc tế Jinnah. Bà không bị thương nhưng vụ nổ, kích hoạt bởi một kẻ đánh bom tự sát, giết chết 136 người và làm bị thương ít nhất 450 người khác. Trong số người tử nạn có ít nhất 50 vệ sĩ thuộc các toán an ninh của PPP, là những người tạo một màn chắn sống xung quanh chiếc xe chở bà Bhutto nhằm ngăn chặn những kẻ đánh bom. Ngoài ra, còn có 6 cảnh sát thiệt mạng trong vụ này.
Bhutto nói rằng bà đã cảnh báo chính phủ Pakistan về việc các toán đánh bom cảm tử sẽ nhắm vào bà nhưng chính phủ đã không hành động. Bhutto cẩn thận không nhắc đến Musharaf mà chỉ kết án "một vài cá nhân [trong chính quyền], là những người lạm dụng chức quyền" để ủng hộ các chiến binh Hồi giáo. Các phụ tá thân cận của Bhutto cho biết một trong những tên tuổi được nhắc đến trong bức thư Bhutto gởi chính phủ có tên Ijaz Shaz, tổng giám đốc Văn phòng Tình báo, một trong các cơ quan tình báo của Pakistan; Shaz cũng là phụ tá thân cận của Tướng Musharraf. Bhutto vẫn thường cáo buộc các cơ quan tình báo quân đội, nhất là cơ quan Tình báo Liên ngành (ISI), hoạt động chống lại bà và đảng của bà, bởi vì họ bất đồng với bà về lập trường tự do và chủ trương thế tục. Trong những thập niên qua, ISI vẫn hậu thuẫn các nhóm Hồi giáo ở Kashmir và Afghanistan.

## Bị ám sát
Ngày 27 tháng 12 năm 2007, bà Benazir Bhutto đã từ trần trong vụ tấn công tự sát tại thành phố Rawalpindi, ngay sau khi bà kết thúc bài diễn thuyết trong một cuộc mít tinh tranh cử. Một tay súng đã hạ súng  vào cổ và thái dương bà rồi cho kích hoạt quả bom mang theo người khiến ít nhất hơn 22 người nữa qua đời . Thông tin ban đầu cho biết, bà Bhutto chỉ bị thương trong vụ đánh bom liều chết và được đưa tới bệnh viện để phẫu thuật. Nhưng phát ngôn viên của quân đội Pakistan và quan chức Đảng Nhân dân Pakistan (PPP) của bà Bhutto sau đó thông báo, bà đã từ trần lúc 18 giờ 16 phút' giờ địa phương tức 13 giờ 16 phút' giờ GMT.
Một giới chức trong chính phủ Pakistan cho biết nguyên nhân trực tiếp dẫn đến qua đời của bà là do bị chấn thương sọ não, khi đầu bà đập vào cửa sổ trời của chiếc xe hơi lúc vụ nổ xảy ra. Ông tiết lộ, qua khám nghiệm tử thi cho thấy bà Bhutto đã bị đập đầu mạnh vào đòn bẩy của cửa sổ trời trên nóc xe khi cúi nhanh xuống, sau khi kẻ đánh bom liều chết cho nổ tung mình. Vết thương đó đã khiến bà từ trần. Kẻ tấn công liều chết có vẻ như đã bắn ba phát vào bà, nhưng đều trượt. "Đòn bẩy đã đâm vào tai phải của bà, gây nứt hộp sọ. Không có mảnh đạn hay mảnh bom nào được tìm thấy trên cơ thể của bà".
Tuy nhiên phát ngôn viên đảng PPP, người lo việc khâm liệm thi thể của bà Bhutto để an táng, cho biết bà không chết vì đập đầu vào thành xe như chính phủ giải thích mà trúng đạn vào đầu.
Chiếc phi cơ C-130 chở thi hài của bà Benazir Bhutto đã hạ cánh xuống tỉnh Sindh trước rạng sáng ngày 28 tháng 12, chuẩn bị cho việc chôn cất bà tại khu mộ của gia đình. Benazir sẽ được chôn cất cạnh ngôi mộ của người cha quá cố Zulfikar Ali Bhutto, trong khu nghĩa trang của dòng tộc tại Garhi Khuda Bakhsh.

### Trách nhiệm
Mạng lưới khủng bố quốc tế Al-Qaeda đã lên tiếng nhận trách nhiệm vụ ám sát Benazil Bhutto . Đài truyền hình Pakistan ARY dẫn lời Mustafa Abu al-Yazid, một chỉ huy cấp cao của Al-Qaeda tại Afghanistan: "Bà ấy là người ủng hộ trung thành của Mỹ và theo đuổi mục tiêu trấn áp phong trào mujahideen. Vì thế, bà ta bị tiêu diệt". Trong khi chính quyền Pakistan và Cục Điều tra Liên bang Mỹ FBI cho biết còn quá sớm để khẳng định ai là kẻ chủ mưu vụ ám sát này.

### Phản ứng trong Pakistan
Tổng thống Pakistan lúc đó là Pervez Musharraf cho biết: "Chúng ta sẽ không ngơi nghỉ cho đến khi nào giải quyết xong vấn đề này và tiêu diệt tất cả những kẻ khủng bố. Đây là con đường duy nhất để đất nước tiến lên, nếu không đây sẽ là trở ngại lớn nhất đối với sự tiến bộ của chúng ta. Tôi muốn nhân cơ hội này kêu gọi cả nhân dân hãy bình tĩnh và thể hiện sự dũng cảm chịu đựng". Lãnh đạo phe đối lập tại Pakistan, cựu thủ tướng Nawaz Sharif cũng phát biểu: "Đây không chỉ là một ngày buồn mà là một ngày đen tối nhất trong lịch sử của đất nước này. Có những chuyện không thể nghĩ đến và không thể hiểu nổi đã xảy ra".
Những người ủng hộ cố thủ tướng Benazir Bhutto đã mất kiểm soát họ làm những chuyện không thể nào không ai tưởng tượng được họ đập phá các thành phố, cướp bóc ngân hàng, châm lửa xe hơi, đốt ga tàu hỏa. Ít nhất 20 người đã thiệt mạng trong bạo lực trong đó có 3 cảnh sát.

### Phản ứng của quốc tế
- Liên Hợp Quốc Liên Hợp Quốc: Tổng Thư ký Liên Hợp Quốc Ban Ki-moon phát biểu: "Tôi cực lực lên án tội ác tàn ác này và kêu gọi phải đưa những thủ phạm ra trước công lý trong thời gian sớm nhất. Đây là một đòn tấn công vào sự ổn định của Pakistan và tiến trình dân chủ của nước này"[14]. Ông đã triệu tập cuộc họp khẩn cấp của Hội đồng Bảo an Liên Hợp Quốc[16].
- : Tổng thống George W. Bush: "Nước Mỹ lên án mạnh mẽ hành động hèn hạ này của những kẻ cực đoan sát nhân, những kẻ đang cố phá hoại nền dân chủ của Pakistan. Những kẻ gây ra vụ giết người phải bị đưa ra trước công lý".
- : Tổng thống Nga Vladimir Putin: "Tôi hy vọng những kẻ tổ chức vụ ám sát này sẽ được tìm ra và chúng bị trừng phạt đích đáng vì những gì đã làm[17]. Đây là một thách thức do các lực lượng khủng bố đặt ra không chỉ với Pakistan mà với cả cộng đồng quốc tế[17]".
- Thủ tướng Gordon Brown: "Bà Benazir Bhutto có thể bị những kẻ khủng bố sát hại nhưng không được phép để những kẻ khủng bố đó sát hại nền dân chủ ở Pakistan. Sự tàn bạo này càng củng cố quyết tâm của chúng ta rằng, những kẻ khủng bố sẽ không được phép thắng tại đó, tại đây hay bất cứ nơi nào khác trên thế giới"[14].
- Tổng thống Pháp Nicolas Sarkozy: "Tôi lên án hành động đáng ghê tởm này một cách mạnh mẽ nhất. Chủ nghĩa khủng bố và bạo lực không có chỗ trong cuộc tranh luận về dân chủ. Hơn lúc nào hết, Pakistan cần tiến hành cuộc bầu cử cơ quan lập pháp trong điều kiện an ninh và minh bạch".
- Thủ tướng Ấn Độ Manmohan Singh: "Khi bà ấy qua đời thì cả tiểu lục địa đã mất đi một nhà lãnh đạo kiệt xuất, người luôn làm việc vì dân chủ và sự hòa giải ở đất nước mình. Cách thức bà ra đi là một sự nhắc nhở về những mối nguy hiểm chung mà khu vực chúng ta phải đối mặt trước các hành động hèn hạ của chủ nghĩa khủng bố và sự cần thiết phải diệt trừ mối đe dọa nguy hiểm này"[18].
- : Chủ tịch Ủy ban châu Âu Jose Manuel Barroso: "Đây là một vụ tấn công vào nền dân chủ và đất nước Pakistan. Chúng tôi hy vọng Pakistan sẽ kiên định trên con đường quay trở lại sự điều hành của chính quyền dân sự dân chủ"[14].
- : Người phát ngôn Bộ Ngoại giao Việt Nam Lê Dũng: "Việt Nam cực lực lên án vụ tấn công khủng bố dã man giết hại cựu Thủ tướng Pakistan, bà Benazir Bhutto và nhiều dân thường khác. Mong rằng cuộc điều tra vụ việc sớm hoàn tất, những kẻ chủ mưu vụ khủng bố này phải bị trừng phạt đích đáng. Việt Nam hy vọng tình hình Pakistan sẽ sớm ổn định để nhân dân Pakistan tập trung vào công cuộc phát triển đất nước."

## Giải thưởng
- 1988 Giải Bruno Kreisky
- 2008 Giải Nhân quyền của Liên Hợp Quốc (truy tặng)

## Tác phẩm của Benazir Bhutto
- Benazir Bhutto, (1983), Pakistan: The gathering storm, Vikas Pub. House, ISBN 0-7069-2495-9
- Benazir Bhutto, (1988), Hija de Oriente, (Spanish language) Seix Barral, ISBN 84-322-4633-6
- Benazir Bhutto (1989). Daughter of the East. Hamish Hamilton. ISBN 0-241-12398-4.
- Benazir Bhutto (1989). Daughter of Destiny: An Autobiography. Simon & Schuster. ISBN 0-671-66983-4.

## Trích dẫn
- "Tôi nhận thấy mỗi khi tôi cầm quyền, hoặc khi cha tôi lên nắm quyền, mọi sự trở nên tốt lành. Kinh tế phát triển, mưa thuận gió hòa, vụ mùa tốt. Theo tôi, đó là do chúng tôi muốn dâng tặng tình yêu và được nhận lại tình yêu"[cần dẫn nguồn].